# Rundblickschalter
Ein Rundblickschalter, auch Coolie Hat (engl. für Kuli-Hut, d. h. der Asiatische Kegelhut), ist ein, einem Steuerkreuz ähnliches, 8-Wege-Hütchen eines Gamepads oder Joysticks. Er wird in Computerspielen vorwiegend zur Kamerasteuerung verwendet, vor allem in Fahr- oder Flugsimulationen zum Umsehen in der Kabine, bzw. dem Blick durch die (Seiten-)Fenster.
Aus den vier elementaren Richtungen (je eine Richtung für einen Arm des Steuerkreuzes; vorn, rechts, hinten und links) werden die neun Zustände eines Rundblickschalters gebildet: vorn, vorn-rechts, rechts, hinten-rechts, hinten, hinten-links, links, vorn-links und nicht gedrückt.
Der Begriff Coolie Hat wird im Englischen mittlerweile vermieden, da die Bezeichnung als beleidigend aufgefasst werden kann (siehe Kuli). Er wird stattdessen als Hat Switch bezeichnet.